# Тулска митрополија
Тулска митрополија (рус. Тульская митрополия) митрополија је Руске православне цркве.
Образована је одлуком Светог синода од 27. децембра 2011, а налази се у оквиру граница Тулске области. У њеном саставу се налазе двије епархије: Тулска и Бељевска.